# Wilhelm Girardet junior
Wilhelm Girardet (* 15. November 1874 in Essen; † 16. Juni 1953 ebenda) war ein deutscher Druckereibesitzer und Verleger.

## Biografie

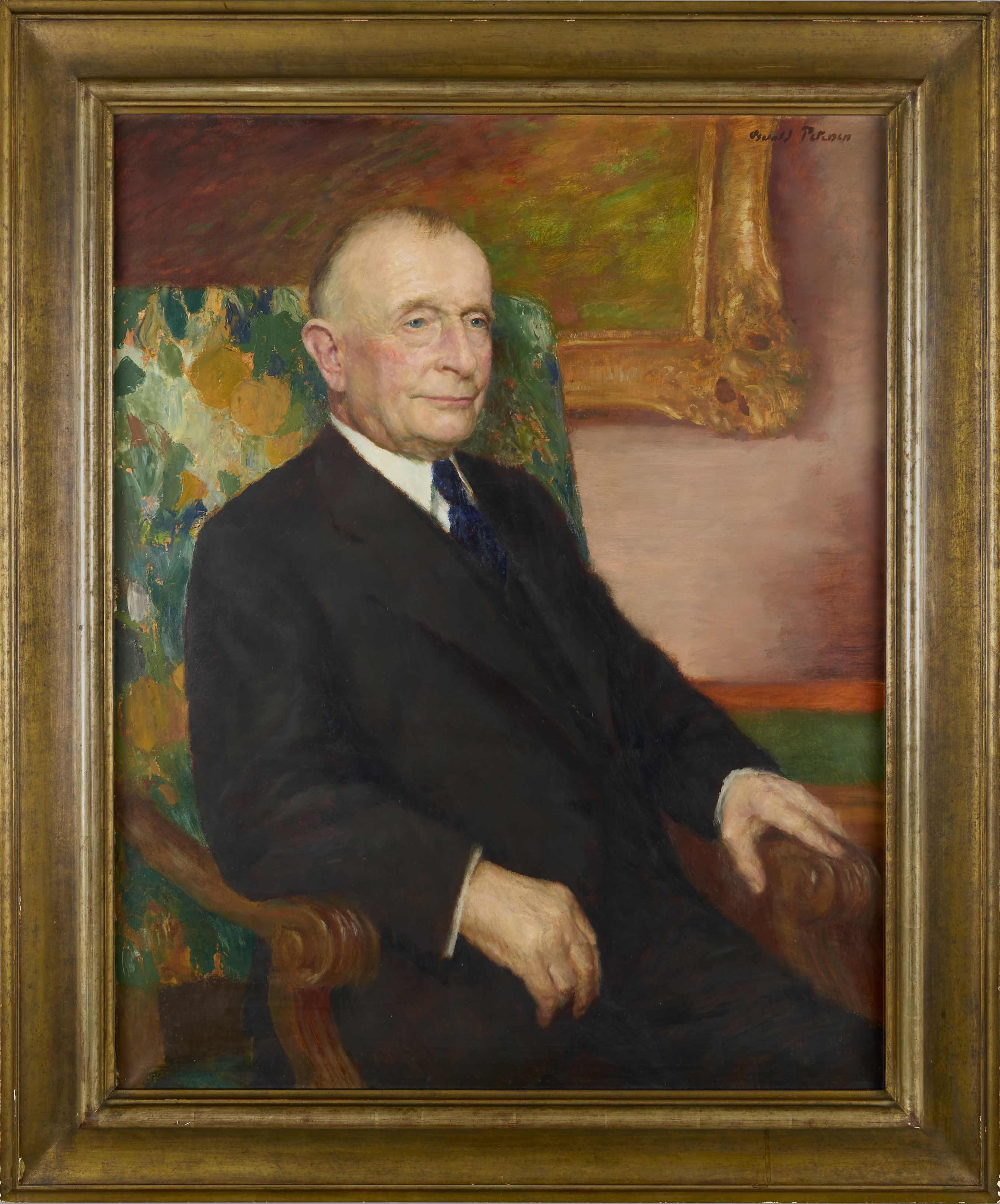
Portrait von Oswald Petersen

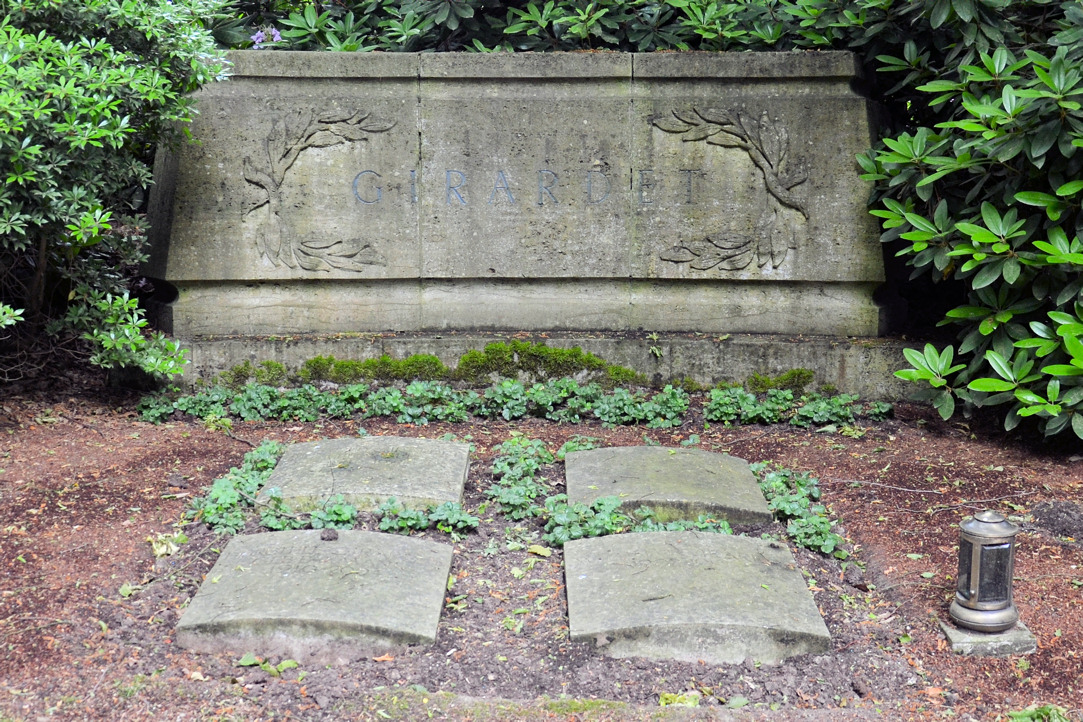
Grab auf dem Südwestfriedhof in Essen

Wilhelm Girardet war der älteste Sohn des Unternehmensgründers und Kommerzienrats Wilhelm Girardet. Sein Bruder Paul führte das zum Unternehmen gehörige Düsseldorfer Verlagshaus. Sein wesentlich jüngerer Bruder Hellmut Girardet wurde Zeitungsverleger in Düsseldorf.
Girardet besuchte das Realgymnasium in Essen und erreichte die Obersekundareife. Es folgt eine Sprach- und Fachausbildung in Edinburgh, Lausanne und Zürich, um sich auf den Einstieg in den väterlichen Betrieb vorzubereiten. In Zürich war er von 1899 bis 1906 Leiter der dortigen Niederlassung des Verlags W. Girardet. Nachdem er nach Essen zurückgekehrt war, war er von 1906 bis zu seinem Tod Leiter und persönlich haftender Gesellschafter des Verlags W. Girardet.
Zu den Neuerungen, die er in das Unternehmen einbrachte, gehörten der Kupfertiefdruck und später der Mehrfarben-Kupfertiefdruck. So wurde die Druckerei zu einem modernen und leistungsfähigen Unternehmen, das sich auf den Druck großer Auflagen spezialisierte. Zudem baute er den Fachbuchverlag aus. Er führte das Unternehmen durch die Zeit des Ersten Weltkriegs, die Hochinflation, später durch die beginnende Weltwirtschaftskrise und durch die Gleichschaltung der Presse durch die Nationalsozialisten. Auch über den Zweiten Weltkrieg hinaus gelang der Erhalt des Unternehmens. 1945 zog sich Wilhelm Girardet aus dem aktiven Geschäft zurück, das zur Zeit seines Todes 1953 rund 1400 Mitarbeiter zählte. Sein gleichnamiger Sohn Wilhelm (1902–1996) übernahm die Leitung des Geschäfts, sein Sohn Herbert wurde persönlich haftender Gesellschafter und übernahm die Leitung des Fachzeitschriften- und Fachbuchverlags.
Er wurde auf dem Essener Südwestfriedhof beigesetzt. Seinen Nachlass verwaltet die Wilhelm und Gertrud Girardet Familienstiftung.

## Ehrenamtliche Tätigkeit und Ehrungen
Wilhelm Girardet war bis 1933 Handelsrichter am Landgericht Essen.  Er war Träger des Bundesverdienstkreuzes.